# Nikola Kolarek
Nikola Kolarek (Zagreb, 6. prosinca 1898. – Koprivnički Bregi, 28. svibnja 1968.), hrvatski katolički svećenik Zagrebačke nadbiskupije. Kanonik Prvostolnoga kaptola zagrebačkoga. Školovao se skupa s Alojzijem Stepincem. Javno je za vladinu ("Jevtićevu") listu glasovao na izborima za Narodnu skupštinu 1935., godine. Zbog toga se našao u sukobu s većinom mladeži organiziranoj u katoličkim udrugama i nazivali su ga jugokanonikom kojem je "svaka vlast od Boga osim hrvatske". Posljedično, više nije bio duhovnikom Hrvatskoga katoličkog akademskog društva Domagoj. Surađivao s Katoličkim listom čiji je pomoćnik urednika od 1935. i glavnim urednikom od 1937. godine i tijekom 1941. u NDH. Navodno nije bio miljenik režima NDH čija mu je cenzura Hrvatskoga novinskog ureda zaplijenila članak, ali čini se da su posrijedi bile osobne razmirice s nekim vodećim osobama iz Hrvatskoga katoličkog pokreta. Uredničku stolicu preuzeo je dr Janko Penić. Honorarno predavao u Zagrebu na Bogoslovnom fakultetu. Za Kolareka se držalo da je simpatizer partizanske vlasti. Poslije rata za nj se založio Vladimir Bakarić i tako je dobio namještenje. Ne smije se ispustiti i da je protiv Kolareka vođena istraga u kontekstu pojave križarskog pokreta.